# Lengenbach

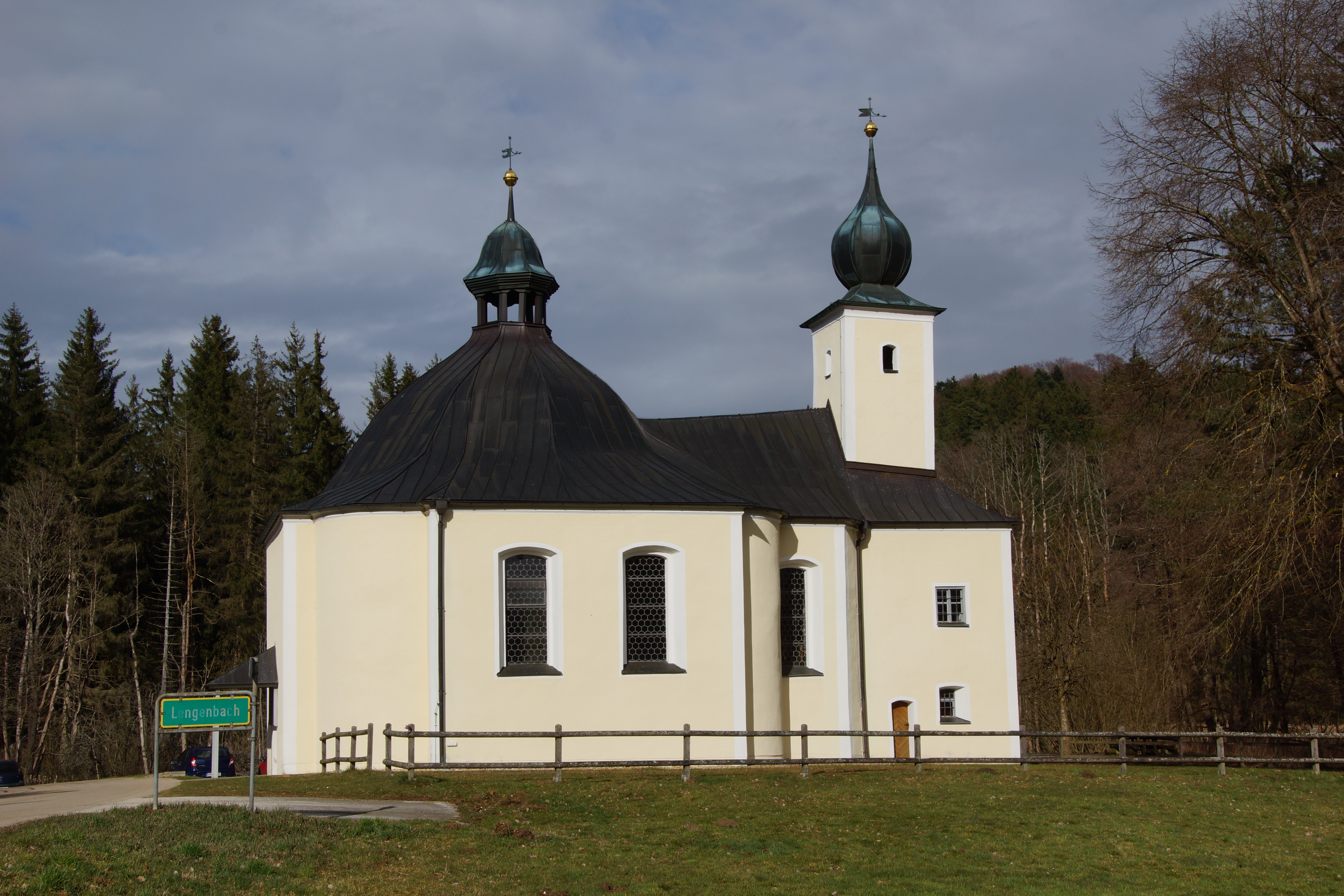
Lengenbach – Wallfahrtskirche Maria Hilf

Lengenbach ist ein Gemeindeteil der Gemeinde Deining im Landkreis Neumarkt in der Oberpfalz. Der Name bedeutet zum langen Bach.

## Geographie
Die Einöde bestehend aus einem Wallfahrtskirchlein und einem Wohnhaus liegt in einem Tal unterhalb von Oberbuchfeld. Zu erreichen ist sie auf einer Asphaltstraße von Arzthofen her, oder über eine Forststraße, die gleichzeitig der Main-Donau-Wanderweg ist, von Höhenberg bei Neumarkt her.

## Ursprung
Die Wallfahrtskirche Maria Lengenbach und das Anwesen daran gehen zurück auf das Ende des 17. Jahrhunderts. Der Oberbuchfelder Dorfhirte Johann Brand versprach bei einem heftigen Gewitter im Lengenbacher Tal und bei der Lähmung eines seiner Kinder, eine Martersäule zu Ehren Unserer Lieben Frau am Lengenbach zu errichten. Nachdem er im Traum öfters eine Kapelle gesehen hatte, ging er 1694 nach erfolgreicher Eingabe daran, eine solche eigenhändig zu errichten, hoch und rund wie eine Martersäule. Als Gnadenbild ließ er eine Madonna malen – wohl noch das heutige Gnadenbild.

## Baubeschreibung
Im Laufe der ersten Hälfte des 18. Jahrhunderts entwickelte sich die Kapelle immer mehr zu einem Wallfahrtsort mit Gebetserhörungen. Dies führte unter dem Deininger Pfarrer Johann Georg Zinkl zu dem Plan, eine größere Kapelle zu errichten. 1762–65 schuf der Deininger Maurermeister Leonhard Preindl den heutigen Bau. An den Zentralbau schließt sich in west-ost-Richtung ein ungefähr quadratischer, zweijochiger Langbau mit abgerundeten Ecken und eingezogenem kurzen Chor an. Der Langbau ist mit einem achtseitigen Kuppeldach mit Laterne versehen. Dem Chor ist im Osten die Sakristei, die ehemalige Eremitenwohnung, vorgelegt; das Satteldach trägt einen quadratischen zwiebelbekrönten Dachreiter.

## Ausstattung
Nach und nach wurde das Kirchlein ausgestattet. 1768 fertigte der Kunstmaler Johann Michael Wild aus Amberg fertigt das Deckenfresko „Mariä Himmelfahrt“, umgeben von den vier grau in grau gemalten Evangelisten-Medaillons, sowie die Marien-Allegorien an der Emporenbrüstung. 1770 lieferte er die mit Ornamenten und Putten versehene Kanzel. Am rechten Seitenaltar zeigt das Altarbild den hl. Wendelin am Thron der Heiligsten Dreifaltigkeit und ihm zu Füßen das Wallfahrtskirchlein. Außerdem befindet sich hier ein Herz-Mariä-Bild. Der linke Seitenaltar zeigt den hl. Laurentius und im Auszug den Jesuitenheiligen Franz Xaver. Im Chor befindet sich Rokokostuck, der im Langhaus durch Malerei imitiert ist.

## Weitere Entwicklung
- 1781 Am 1. Oktober feierliche Konsekration durch Weihbischof Felix von Stubenrauch.
- 1877 Erste Restaurierung durch Luxenhofer.
- 1894 200-Jahr-Feier, eine Gedenktafel hinter dem Hochaltar erinnert daran.
- 1931 Renovierung durch Fa. Schellinger und Schmer, München.
- 1952 Die Kirche erhält Stromanschluss und neue Fenster.
- 1956 Das vorher schiefergedeckte Dach wird mit verzinktem Schwarzblech eingedeckt.
- 1958 Mauerwerk und Außenputz werden erneuert.
- 1965 Ein neuer Fußboden wird verlegt, die Bänke werden repariert.
- 1968 Das Originalbild am Hochaltar wird von Hugo Preis restauriert und neu vergoldet.
- 1972 Das Bayerische Landesamt für Denkmalpflege zahlt 20.000 DM Zuschuss zur Innenrenovierung der Wallfahrtskirche. Ein neuer Glockenstuhl mit Läutwerk wird eingebaut.
- 1979 Eine neue Orgel von M. Mathis & Söhne, Näfels in der Schweiz, wird am 29.04. geweiht.
- 1994 Die Wallfahrt Lengenbach wird 300 Jahre alt.
- 2004 Wegen dringender Reparaturen baulicher Schäden wird die Kirche bis auf Weiteres geschlossen.
- 2007 Am 29. April Wiedereröffnung nach grundlegender Renovierung.

## Eremitage
1742 wurde eine Eremitage in Lengenbach genehmigt. Diese wurde direkt im Osten an die Kirche angebaut. Als erster Eremit ist Johann Adam Sommer nachweisbar. 1762 bezog der Eremit Rochus Buchner aus Pavelsbach die Eremitage; er verpflichtete sich, der Jugend das Lesen und Schreiben beizubringen.

## Sonstiges
Spätestens seit dem 19. Jahrhundert existierte ein Bauernhof nahe an dem Wallfahrtskirchlein, von dem im Winter ein Langlaufloipe das Lengenbachtal entlang führt. Im Sommer ist die Kirche Durchgangsstation vieler Wanderer und ein beliebter Ort für Hochzeiten.

### Das Lengenbachlied
1. So viel Tröpflein herabfallen
von dem Himmel auf die Erd', 
so viel in dem Meer Korallen, 
sei Maria stets verehrt!
 Vergiß unser nit', das ist unsre Bitt', 
O Maria, verlaß uns nit!
2. So viel Blumen in den Gärten,
Bäumlein auf der Erde sein, 
sollen all' zu Rednern werden, 
loben dich, Maria rein. 
 Vergiß unser nit', das ist unsre Bitt', 
O Maria, verlaß uns nit!
3. Einen Kranz will ich dir winden,
 von den schönsten Blümelein,
ganz mit Rosen ihn umwinden, 
in der Mitt' Vergißnichtmein. 
Vergiß unser nit', das ist unsre Bitt, 
O Maria, verlaß uns nit!
Text: Entstanden aus den Strophen 5, 6, 7 des Mariazeller Wallfahrtsliedes: Sey gegrüßt, o Gnadengarten!, jedoch mit eigener Melodie.

## Einwohnerentwicklung
- 1871: 11 (4 Gebäude) (Großviehbestand: 1 Stück Rindvieh)[7]
- 1900: 05 (2 Wohngebäude)[8]
- 1925: 11 (2 Wohngebäude)[9]
- 1950: 12 (2 Wohngebäude)[10]
- 1961: 06 (2 Wohngebäude)[11]
- 1987: 04 (2 Wohngebäude, 2 Wohnungen)[12]
- 2017: 02[13]